# Polizeisoziologie
Die Polizeisoziologie ist eine spezielle Soziologie, die mit der gesellschaftlichen Funktion der Polizei befasst ist, sowie mit ihrer inneren Organisation und der Auswahl und Ausbildung von Polizeibeamten. Eine aktuelle Methode der Polizeisoziologie ist die Hermeneutische Polizeiforschung. Ähnlich wie die Justizforschung kann auch die Polizeisoziologie als Teildisziplin einer sich nicht allein auf den Delinquenten, sondern zusätzlich auf die Instanzen der sozialen Kontrolle beziehenden Kriminologie verstanden werden.